# Tiro con l'arco ai I Giochi paralimpici estivi
Per il tiro con l'arco ai Giochi paralimpici estivi di Roma 1960 furono assegnati 8 titoli (4 maschili e 4 femminili).

## Nazioni partecipanti
- Australia (2)
- Belgio (2)
- Francia (3)
- Germania Ovest (1)
- Gran Bretagna (7)
- Irlanda (1)
- Rhodesia (1)
- Stati Uniti (2)

## Medagliere
| Pos.   | Nazione     |   |   |   | Totale |
| ------ | ----------- | - | - | - | ------ |
| 1      | Stati Uniti | 2 | 0 | 1 | 3      |
| 2      | Rhodesia    | 2 | 0 | 0 | 2      |
| 3      | Regno Unito | 1 | 4 | 5 | 10     |
| 4      | Francia     | 1 | 2 | 0 | 3      |
| 5      | Australia   | 1 | 1 | 0 | 2      |
| 6      | Irlanda     | 1 | 0 | 0 | 1      |
| 7      | Belgio      | 0 | 1 | 1 | 2      |
| 8      | Germania    | 0 | 0 | 1 | 1      |
| Totale | Totale      | 8 | 8 | 8 | 24     |

## Podi

### Gare maschili
| Evento                  | Oro                         | Argento                       | Bronzo                      |
| Columbia round open     | Francia - Camille Trouverie | Francia - Delapietra          | Gran Bretagna - Carl Hepple |
| FITA round open         | Stati Uniti - Jack Whitman  | Gran Bretagna - Cliff Bradley | Gran Bretagna - Tony Potter |
| St. Nicholas round open | Australia - Ross Sutton     | Francia - Gérard Figoni       | Stati Uniti - Paul Sones    |
| Windsor round open      | Stati Uniti - Jack Whitman  | Gran Bretagna - Cliff Bradley | Belgio - van Puymbroeck     |

### Gare femminili
| Evento                  | Oro                              | Argento                         | Bronzo                          |
| Columbia round open     | Gran Bretagna - Margaret Maughan | Belgio - Marc de Vos            | Gran Bretagna - Diana Gubbin    |
| FITA round open         | Rhodesia - Margaret Harriman     | Gran Bretagna - Kathleen Comley | Gran Bretagna - Robin Irvine    |
| St. Nicholas round open | Irlanda - Joan Horan             | Australia - Daphne Ceeney       | Germania Ovest - Christa Zander |
| Windsor round open      | Rhodesia - Margaret Harriman     | Gran Bretagna - Robin Irvine    | Gran Bretagna - Kathleen Comley |